# فيليب الأول (ملك فرنسا)
فيليب الأول ملك فرنسا (بالفرنسية: Philippe Ier de France)‏ (23 مايو/أيار 1052 - 29 يوليو/تموز 1108)؛ الملقب بـالمغرم حكم فرنسا أكثر من ثمانية وأربعين عاماً كانت من بين أطول فترات حكم ملوك فرنسا. كان طويل القامة مثل أسلافه. بدأت الملكية في عهده بالانتعاش بعد انحسار ملحوظ في عهد والده هنري الأول.

## السيرة الذاتية
ولد فيليب في جنوب غرب فرنسا في 23 مايو/أيار 1052 وكان الابن البكر لـهنري الأول ملك فرنسا وزوجته الثانية آن من كييف ابنة ياروسلاف الأول أمير كييف المعظم. كانت اسم فيليب، الذي يعتبر من أصل يوناني والذي اختارته والدته، غير معتاد في أوروبا الغربية. يعتبر رابع حكام الكابيتيين. توج ملكاً في السابعة من العمر، ولأنه كان دون السن القانونية أصبحت والدته وصية عليه، وكانت بذلك أول ملكة فرنسية تعتلي هذا المنصب وبجوار زوج عمته بالدوين الخامس، كونت فلاندرز.
بعد وفاة ابن عمته بالدوين السادس، كونت فلاندرز استولى شقيقه روبرت الفريزي على فلاندرز، وعندئذ طالبت أرملة بالدوين ريتشيلد المساعدة من فيليب لانقاذ عرش أبنائها أرنولف وبالدوين إلا أنهم تلقوا هزيمة منكرة في معركة كاسيل في 1071م التي قتل فيها أرنولف، في حين تم إزاحة شقيقه بالدوين نحو هينو وبذلك أصبح روبرت الحاكم بلا منازع. في غصون عامين أبرم الصلح بينهما واختتم بزواج، وبما أن بنات روبرت كن لازلن صغيرات آنذاك، اقترحت عليه إحدى ربيباته التي كانت في سن مناسبة للزواج بيرثا من هولندا ابنة كونت هولندا فلوريس الأول. وعلى الرغم من أنها أنجبت له الوريث المنتظر إلا أنه مع الوقت وقع في حب بيرتراد دي مونتفورت زوجة فولك الرابع كونت أنجو. وبعد فسخ فيليب زواجه من بيرثا بحجة أنها بدينة تزوج من بيرتراد في 5 مايو/أيار 1092، إلا أنه تعرض للحرمان الكنسي لأول مرة بجانب بيرتراد من قبل الأسقف هيو أوف دي في 1094. وبعد صمت طويل، كرر البابا أوربان الثاني الحرمان الكنسي على فيليب وبيرتراد، ومع ذلك رُفع الحرمان عدة مرات بعد أن وعد فيليب بالتخلي عن بيرتراد، ولكن كان ما يلبث أن يعود إليها، وأخيراً في 1104 كفر فيليب عن ذنبه علناً، ومع ذلك ظل يلتقي بها سراً حتى وفاته.
في 1060 تم إنشاء كونستابل فرنسا الذي يعتبر القائد الأعلى للجيش الفرنسي. قضى جزءا كبيرا من عهده مثل والده في إخماد الثورات من قبل أتباعه المتعطشين للسلطة. في 1077 عقد معاهدة سلام مع ويليام الفاتح بعد تخليه عن غزو بريتاني، وفي 1082 استطاع أن يوسع أراضيه إلى منطقة فيكسين بعد تمرد روبرت كورتز على والده، في 1100 استطاع ضم بورج.
خلال مجمع كليرمون أطلقت الحملة الصليبية الأولى من قبل البابا أوربان، ولأن فيليب كان على خلاف معه لم يكن متحمساً للفكرة في البداية، على الرغم من أن شقيقه الأصغر هيو كونت فرماندوا كان من أوائل المشاركين في هذه الحملة.
توفي فيليب في مولن في 29 يوليو/تموز عام 1108 ودفن في دير سان بينوا سور لوار بناء على طلبه وليس في كاتدرائية سان دوني بجوار أجداده وأحفاده من بعده. خلفه في الحكم ابنه من زوجته الأولى لويس السادس.

## أبناءه
- كونستانس أميرة أنطاكية
- لويس السادس ملك فرنسا
- سيسيل أميرة الجليل